# Löwentreppen (Schwetzingen)

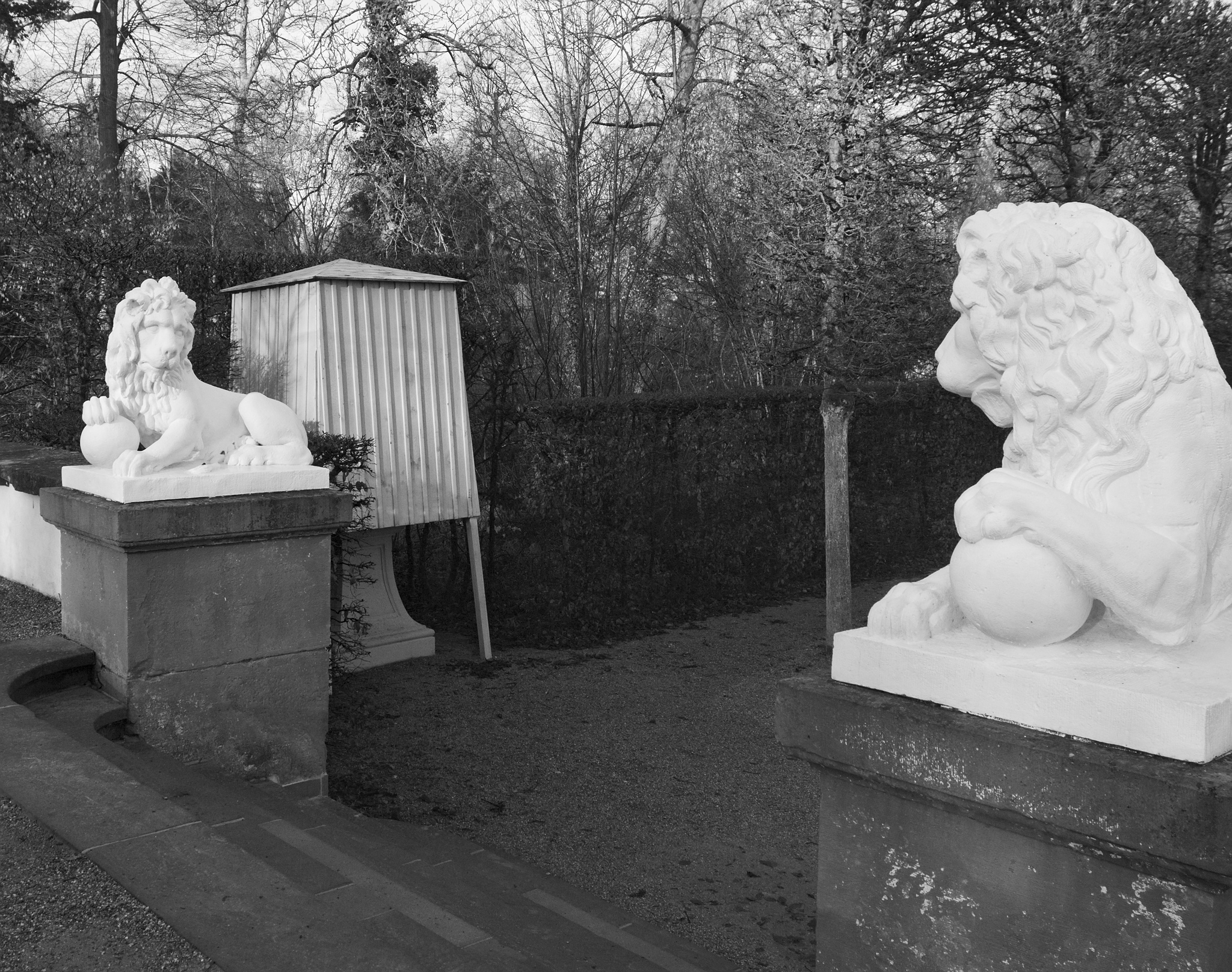
Zwei der Löwenstatuen an einer Treppe

Die Löwentreppen, eigentlich Löwenwege, denn nur zwei der Löwen befinden sich wirklich an einer Treppe, befinden sich im barocken Schlossgarten Schwetzingen. Es müsste auf die Treppe bezogen Löwentreppe heißen.
Es handelt sich um vier Löwenstatuen des flämischen Bildhauers Peter Anton von Verschaffelt (1710–1793) an den Endpunkten der Querallee zwischen Moscheegarten und Orangerieparterre. Die Löwen aus Marmor sind liegend dargestellt. In einer der Tatzen halten sie eine Kugel. Die Löwentreppen sind Teil des Skulpturenprogramms des Kurfürsten Karl Theodor.
Diese Löwen sind nicht die einzigen, welche im Schlossgarten zu finden sind. Der Löwe als Wappentier der Kurpfalz ist auch an der Liegefigur der Kybele als Personifikation der Erde zu sehen. Diese Figur aus dem Zyklus der Vier Elemente schuf ebenfalls Peter Anton von Verschaffelt.
Die Löwentreppen Verschaffelts sind auf der Liste der barocken Skulpturen und Brunnen im Schlossgarten Schwetzingen eingetragen.